# Audoleon

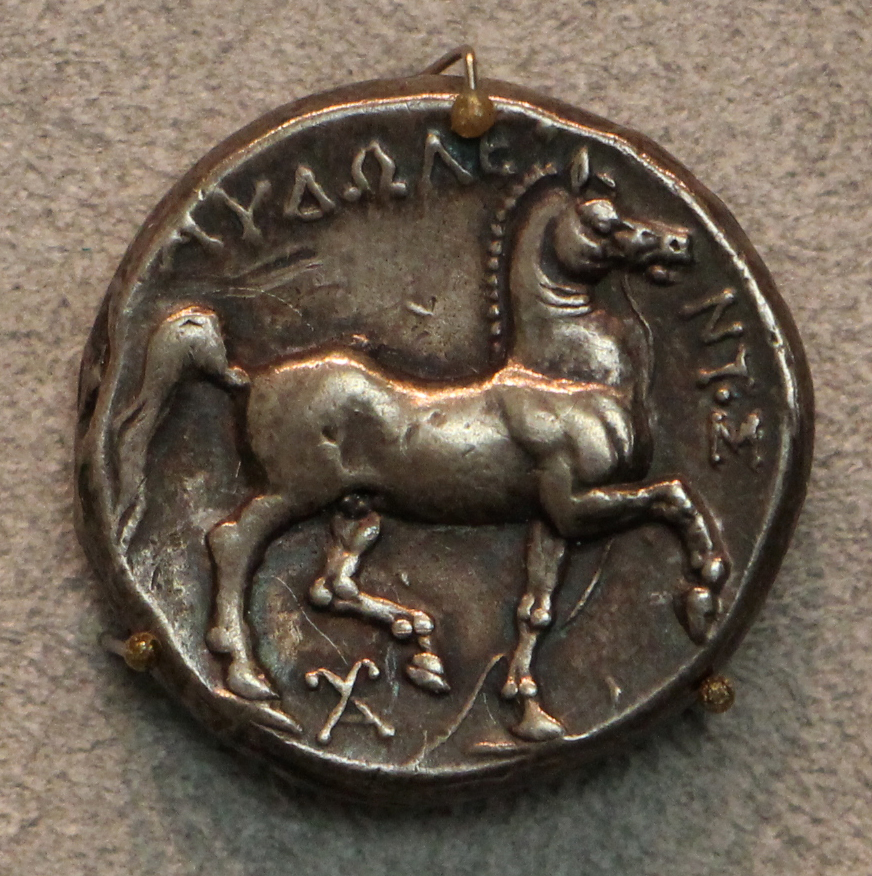
Stater of Audoleon

Audoleon o Audoleó (en grec antic Αὐδολέων or Αὐδωλέων) fou rei de Peònia. Era fill d'Agis.
Era contemporani d'Alexandre el Gran i va deixar un fill anomenat Ariston que va destacar a la batalla d'Arbela, i una filla que es va casar amb el rei Pirros de l'Epir. Més tard va fer la guerra als autoriates (autoriatae), una tribu d'Il·líria, i quan estava a punt de ser derrotat Cassandre el va auxiliar, segons diu Diodor de Sicília.